# 2018年剛果民主共和國大選
2018年剛果民主共和國大選於2018年12月30日舉行，選出新一屆總統、國民議會議員和省議會議員。在總統選舉勝出的人將接替已表明不會尋求連任的現任總統约瑟夫·卡比拉。
本次大選原定於2016年11月27日舉行，後來計劃延期至2017年舉行，但是最終推遲至2018年底。根據刚果民主共和国憲法，卡比拉總統的第二任即最後一任的任期於2016年12月20日屆滿。
根據憲法，卡比拉不能在2018年大選參選。他和執政黨爭取重建與民主人民黨支持前內政部長埃馬紐埃爾·拉馬扎尼·沙達里參選總統。
總統選舉有21人角逐。7位反對派領導人，包括让-皮埃尔·本巴和莫伊斯·卡通比，提名馬丁·法尤魯為他們的總統參選人。

## 背景
2016年9月29日，獨立國家選舉委員會（CENI）宣佈在2018年初之前不會舉行大選。據選舉委員會副主席的說法，大選不能於2016年舉行是由於「選民數目不明」。反對派批評卡比拉故意拖延選舉以便繼續掌權。
2016年12月，政府與反對派達成協議，讓卡比拉繼續擔任總統，條件是在2017年底前舉行選舉。然而在2017年7月7日，選舉委員會主席納安加（Corneille Nangaa）表示在本年內無法舉行總統選舉。反對派領導人菲利克斯·齊塞克迪在Twitter譴責納安加的聲明，批評他是「向剛果人民宣戰」。
2017年11月，選舉委員會宣佈將於2018年12月舉行選舉。總理布魯諾·奇巴拉於2018年3月確認將於2018年12月舉行選舉。
2018年12月20日，選舉委員會宣佈把大選延期至2018年12月30日舉行。

## 結果
2018年12月31日，剛果民主共和國政府關閉國內的互聯網服務。該國政府又中斷法国国际广播电台在首都金沙薩和其它城市的訊號。2019年1月5日，民主剛果官員宣佈押後公佈總統選舉結果。

### 總統選舉
2019年1月10日，國家選舉委員會宣佈反對派參選人菲利克斯·齊塞克迪在總統選舉勝出。
| 參選人                                    | 參選人                     | 政黨                   | 得票       | %     |
| ----------------------------------------- | -------------------------- | ---------------------- | ---------- | ----- |
|                                           | 菲利克斯·齊塞克迪          | 民主與社會進步聯盟     | 7,051,013  | 38.57 |
|                                           | 馬丁·法尤魯                | 刚果政治在野联盟       | 6,366,732  | 34.83 |
|                                           | 埃馬紐埃爾·拉馬扎尼·沙達里 | 無黨籍                 | 4,357,359  | 23.84 |
|                                           | 其他                       |                        |            |       |
| 無效票或空白票                            | 無效票或空白票             | 無效票或空白票         |            | –     |
| 總計                                      | 總計                       | 總計                   | 18,329,318 |       |
| 已登記選民人數／投票率                    | 已登記選民人數／投票率     | 已登記選民人數／投票率 |            | 47.56 |
| 來源：Jeune Afrique（页面存档备份，存于） |                            |                        |            |       |

總統選舉結果公佈後，落敗的法尤魯指責這是一場「選舉政變」，並宣稱「剛果人民將不會接受這般的詐欺」，他又宣稱齊塞克迪的得票根本沒有700萬票那麼多。法尤魯的支持者宣稱齊塞克迪勝出的結果，支持他們對於齊塞克迪已與卡比拉達成權力分享協議的懷疑。齊塞克迪的發言人否認有任何分權協議存在。
2019年1月24日，菲利克斯·齊塞克迪宣誓就任总统。

### 國民議會選舉
親卡比拉政黨在國民議會的500個席位中取得337席，支持法尤魯的反對派聯盟取得102席，支持當選總統齊塞克迪的政黨取得46席，其餘15席懸空，留待2019年3月舉行選舉。